# Herb Kiribati
Herb Kiribati jest heraldycznym wizerunkiem flagi tego kraju. Przedstawia w dolnej części białe i niebieskie fale Oceanu Spokojnego. Każdy z trzech podwójnych falujących pasów symbolizuje jeden z trzech głównych archipelagów Kiribati: Wyspy Gilberta, Feniks i Line Islands. Ponad falami nad wschodzącym złotym słońcem (język kiribati - otintaai) przelatuje na czerwonym tle fregata (Fregata minor, język kiribati - te eitei), często występujący w tych rejonach ptak morski. Siedemnaście promieni słonecznych symbolizuje 16 wysp Archipelagu Gilberta i wyspę Banaba.

## Historia
Początkowo wzór ten został zaprojektowany w 1932 przez brytyjskiego oficera
Arthura Grimble'a dla brytyjskiej kolonii Wyspy Gilberta i Lagunowe. Po uzyskaniu niepodległości został zaadaptowany na potrzeby flagi i herbu nowego państwa i przyjęty oficjalnie 12 lipca 1979.